# Nishisonogi (półwysep)
Półwysep Nishisonogi (jap. 西彼杵半島 Nishi-Sonogi-hantō) – półwysep w północno-zachodniej części wyspy Kiusiu (Kyūshū), w japońskiej prefekturze Nagasaki. 
Stanowi on północno-zachodnie rozgałęzienie większego półwyspu, w którego skład wchodzi także półwysep Nagasaki. Na zachodzie oblewa go przybrzeżne morze Gotō-nada, należące do Morza Wschodniochińskiego, a od wschodu zamyka on zatokę Ōmura.